# Anjos (Band)
Anjos (dt.: Engel) sind ein portugiesisches Pop-/Rockduo.

## Geschichte
Die Band besteht aus den beiden Brüdern Nelsón (* 3. Februar 1976) und Sérgio Rosado (* 22. Februar 1980 in Lissabon). Beide gingen früh ihren musikalischen Interessen nach und traten im Alter von sieben bzw. acht Jahren in die Academia da Música ein. Während dieser Zeit absolvierten sie als Irmãos Rosado bei Tänzen und Festen erste Auftritte. 1996 nahmen sie an dem Wettbewerb Lugar aos Mais Novos des Senders Rádio Renascença teil, aus dem sie als Sieger hervorgingen. Im darauffolgenden Jahr gewannen sie den ersten Platz bei Casa de Artistas von RTP und wurden nach diesem Erfolg eingeladen, Mitglieder der Band Sétimo Céu zu werden, mit der sie 1998 einige Erfolge hatten.
Auf Vorschlag eines Produzenten machten sich die beiden Brüder 1999 als Anjos selbständig. Von ihrer Debütsingle Ficarei wurden mehr als 150.000 Kopien verkauft. Das gleichnamige erste Album wurde in den ersten drei Monaten 40.000 Mal verkauft.

## Diskografie

### Alben
| Jahr | Titel                    | Höchstplatzierung, Gesamtwochen, AuszeichnungChartsChartplatzierungen (Jahr, Titel, Platzierungen, Wochen, Auszeichnungen, Anmerkungen) | Anmerkungen |
| Jahr | Titel                    | PT | Anmerkungen |
| ---- | ------------------------ | --- | ----------- |
| 2003 | Segr3dos                 | PT8 Silber · (9 Wo.)PT |             |
| 2005 | Alma                     | PT9 (8 Wo.)PT |             |
| 2007 | Vingança                 | PT3 Platin · (27 Wo.)PT |             |
| 2009 | Virar a página           | PT8 (7 Wo.)PT |             |
| 2012 | Anjos acústico           | PT4 (10 Wo.)PT |             |
| 2017 | Longe                    | PT1 (16 Wo.)PT |             |
| 2021 | Ao vivo no campo pequeno | PT6 (7 Wo.)PT |             |

Weitere Alben
- 1999 – Ficarei
- 2000 – Ficarei – Ao Vivo
- 2001 – Espelho
- 2003 – Tour Viver
- 2004 – Segr3dos Reedição
- 2008 – 10 anos Ao vivo em Albufeira